# Pułki piechoty hiszpańskiej

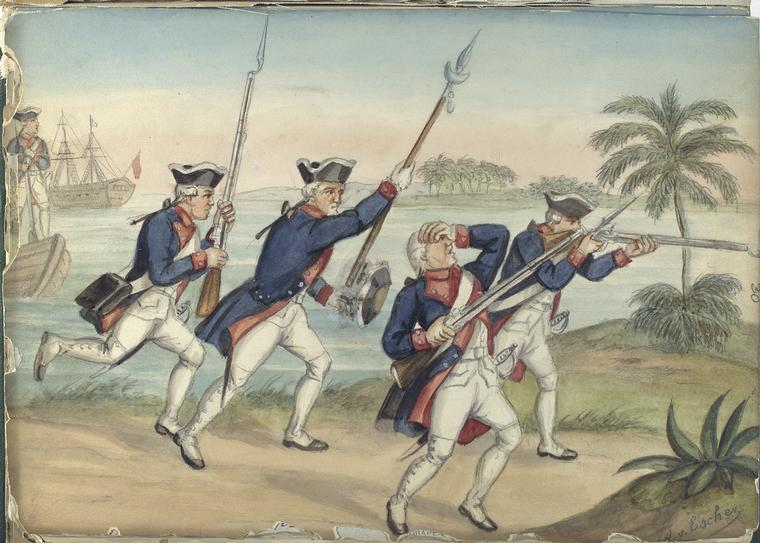
atak hiszpańskiej piechoty ok. 1740 roku

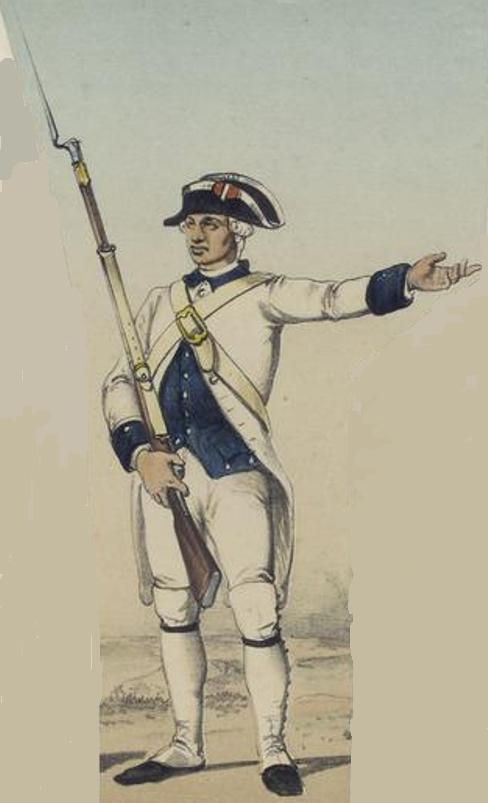
strzelec z pułku Asturii z 1780 roku

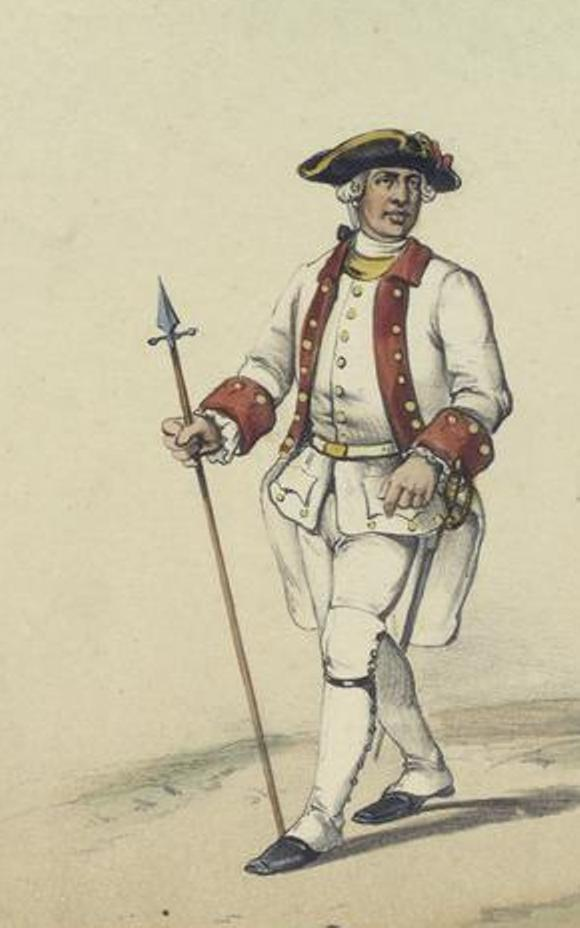
oficer pułku lombardzkiego (1766)

Pułki piechoty hiszpańskiej jeszcze w XVII wieku były zorganizowane na różny sposób w różnych prowincjach Hiszpanii. Wynikało to z różnego stopnia uzależnienia tych prowincji od rządu centralnego. Pewne ujednolicenie w organizacji i nazewnictwie pułków piechoty wprowadzili w XVIII wieku Burbonowie (Filip V Burbon). Na wzór francuski zaczęto nazywać je (tak jak pułki Ludwika XIV) według prowincji w której prowadziły pobór; np. „pułk Zamora” lub „pułk Asturias”. Jeszcze w XVIII wieku zaczęto dawać im numery, lecz w sposób dość chaotyczny; np. „pułk Extremadura” miał od 1767 nr. 4, od 1783 nr 36, a od 1828 nr 14.

## Niektóre pułki piechoty hiszpańskiej
- pułk Inmemorial Rey nr 1
- pułk La Reina nr 2
- pułk Principe nr 3
- pułk Simancas nr 4
- pułk Princesa nr 4
- pułk Covadonga nr 5
- pułk Infante nr 5
- pułk Saboya nr 6
- pułk Soria nr 9
- pułk Córdoba nr 10
- pułk San Fernando nr 11
- pułk Extremadura (Estremadura) nr 15
- pułk Aragon (Aragonia) 17
- pułk Guadalajara nr 20
- pułk La Vitoria nr 28
- pułk Asturias (Asturia) nr 31 (od 1707 do 1841 nr 14)
- pułk Granada nr 34
- pułk Cantabria nr 39
- pułk Sevilla nr 40
- pułk Murcia (Murcja) nr 42
- pułk Ceuta nr 54
- pułk Galicia nr 64
- pułk América nr 66

- pułk Irlanda (Irlandia)
- pułk Lombardia
- pułk Milán (Mediolan)
- pułk Oran

- pułk Ultonia nr 59

- pułk hiszpańskich Walonów
- pułk Zamora